# Stylopoma viride
Stylopoma viride är en mossdjursart som först beskrevs av Thornely 1905.  Stylopoma viride ingår i släktet Stylopoma och familjen Schizoporellidae.
Artens utbredningsområde är Röda havet. Utöver nominatformen finns också underarten S. v. trispinosum.